# VINES

## VINES de Banyan
Sistema Virtual Networking System (sistema de red virtual) (VINES, que en un principio era un acrónimo y más tarde se convirtió en una marca registrada) de Banyan Systems, era un Sistema Operativo de red basado en una versión modificada de James Allchin, ahora Vicepresidente de Plataformas en Microsoft Co., trabajó como el director de proyecto de Banyan VINES.
VINES representaba para algunas personas el patrón más alto en la conectividad interredes y en la seguridad y transparencia de operación. VINES daba soporte a una amplia gama de arquitecturas de hardware incluyendo Token Ring de IBM, ARCnet de SMC, Ethernet Interlan, EtherLink y EtherLink Plus de 3Com y ProNET-10 de Proteon. Requería de un servidor de archivos especializado. Todos los servicios de VINES, incluyendo los de nombrado, archivo, impresora y correo se ejecutaban como procesos UNIX. Estos servicios podían iniciarse e interrumpirse desde el servidor sin trastornar otros servicios
Un servidor VINES 6.0 podía comunicarse con clientes que daban soporte a los siguientes protocolos: VINES/IP, IPX, IP, AppleTalk y NetBIOS. StreetTalk era la base de datos distribuida de VINES y actuaba como un servicio de nombramiento de recursos. Los recursos podían representar usuarios, servicios (como impresoras, volúmenes de archivos o compuertas) e incluso listas. Con StreetTalk y VINES, un usuario no necesitaba saber rutas de acceso o la ubicación de los usuarios (u otros recursos). Para facilitar aún más las cosas, StreetTalk permite la creación de alias o sobrenombres para los usuarios. Los diversos servidores de archivos VINES se comunicaban e intercambiaban información StreetTalk, empleando lo que se conoce como ráfagas de salida. Estas comunicaciones sucedían siempre que un usuario se une a la red, cuando el administrador añadía o eliminaba información de grupo o servicio y cada 12 horas a partir de la hora en que el último servidor entró en línea
La principal fuerza de VINES residía en su capacidad de proporcionar acceso transparente a los recursos de la red independientemente del lugar donde se encontrara o del protocolo que utilizara. El software de ruteo TCP/IP de Banyan le permitía a un usuario de PC acceder a los recursos TCP/IP, ya sea que residieran en una red local o en una red de área amplia sin tener que preocuparse por estos detalles físicos.

## Protocolo de la pila
| Capa OSI | VINES Protocol Stack                                                      | VINES Protocol Stack                                                      | VINES Protocol Stack                                                      | VINES Protocol Stack                                                      | VINES Protocol Stack                                                                           | VINES Protocol Stack                                                                           |
| 7        | Servicios de Gestión de Ficheros                                          | Servicios de Impresión                                                    | StreetTalk (Servicio de Directorio)                                       | StreetTalk (Servicio de Directorio)                                       | Otros Servicios                                                                                | Otros Servicios                                                                                |
| 6        | Remote Procedure Calls (RPC)                                              | Remote Procedure Calls (RPC)                                              | Remote Procedure Calls (RPC)                                              | Remote Procedure Calls (RPC)                                              | Remote Procedure Calls (RPC)                                                                   | Remote Procedure Calls (RPC)                                                                   |
| 5        | Remote Procedure Calls (RPC)                                              | Remote Procedure Calls (RPC)                                              | Remote Procedure Calls (RPC)                                              | Remote Procedure Calls (RPC)                                              | Remote Procedure Calls (RPC)                                                                   | Remote Procedure Calls (RPC)                                                                   |
| 4        | InterProcess Communications (IPC) Datagram                                | InterProcess Communications (IPC) Datagram                                | InterProcess Communications (IPC) Datagram                                | Sequenced Packet Protocol (SPP) Stream                                    | Sequenced Packet Protocol (SPP) Stream                                                         | Sequenced Packet Protocol (SPP) Stream                                                         |
| 3        | VINES Internetwork Protocol (VIP) Protocolo Vines de Interconexión de red | VINES Internetwork Protocol (VIP) Protocolo Vines de Interconexión de red | VINES Internetwork Protocol (VIP) Protocolo Vines de Interconexión de red | VINES Internetwork Protocol (VIP) Protocolo Vines de Interconexión de red | Address Resolution Protocol (ARP) Routing Table Protocol (RTP) Internet Control Protocol (ICP) | Address Resolution Protocol (ARP) Routing Table Protocol (RTP) Internet Control Protocol (ICP) |
| 2        | Protocolo de Acceso a los Medios: HDLC, X.25, Token Ring, Ethernet        | Protocolo de Acceso a los Medios: HDLC, X.25, Token Ring, Ethernet        | Protocolo de Acceso a los Medios: HDLC, X.25, Token Ring, Ethernet        | Protocolo de Acceso a los Medios: HDLC, X.25, Token Ring, Ethernet        | Protocolo de Acceso a los Medios: HDLC, X.25, Token Ring, Ethernet                             | Protocolo de Acceso a los Medios: HDLC, X.25, Token Ring, Ethernet                             |
| 1        | Protocolo de Acceso a los Medios: HDLC, X.25, Token Ring, Ethernet        | Protocolo de Acceso a los Medios: HDLC, X.25, Token Ring, Ethernet        | Protocolo de Acceso a los Medios: HDLC, X.25, Token Ring, Ethernet        | Protocolo de Acceso a los Medios: HDLC, X.25, Token Ring, Ethernet        | Protocolo de Acceso a los Medios: HDLC, X.25, Token Ring, Ethernet                             | Protocolo de Acceso a los Medios: HDLC, X.25, Token Ring, Ethernet                             |

A finales de los 90 esta plataforma se transformó en irrelevante (de hecho desapareció, como VINES tan solo podía usar un máximo 96 MB de RAM y un único procesador, no podía tomar ventaja del nuevo hardware que avanzaba velozmente), y las ventas de VINES fueron decreciendo rápidamente. 
Banyan se reformó en 1999 como ePresence, una compañía general de servicios de internet. Este hecho de bases no llegó a ir bien, por lo que después de una serie de proyectos fallidos decidió vender su división de servicios a Unisys a finales de 2003 y liquidaron los holdings que les quedaban en su subsidiaria. Switchboard.com.
- Datos: Q731220